# Auteurswet 1817
De Auteurswet 1817 was de eerste echte Nederlandse wettelijke regeling van het auteursrecht. De volledige naam luidde Wet, de regten bepalende die in de Nederlanden, ten opzigte van het drukken en uitgeven van letter- en kunstwerken, kunnen worden uitgeoefend (Wet van 25 januari 1817, Stbl.5).
Voordien golden in de juridisch onoverzichtelijke periode na de Franse Tijd in Nederland gedurende enkele jaren twee verschillende regelingen, een voor de Noordelijke en een voor de Zuidelijke Nederlanden.
Deze wet uit 1817, die na enkele jaren een einde maakte aan die in 1814 ontstane gespleten situatie, gold tot aan 1 januari 1882. Toen werd de Auteurswet 1881 van kracht, die voorafging aan de huidige wettelijke regeling van het auteursrecht in Nederland, de Auteurswet 1912 (sinds maart 2008 Auteurswet geheten) en de ondertekening van de Conventie van Bern.
De wet uit 1817 betrof niet slechts "letterwerken", maar ook "kunstwerken" en regelde het "regt van kopij of van kopiëren door den druk". Dat werd toegekend als een uitsluitend recht van "autheurs" en hun eventuele rechtverkrijgenden om hun werken "door den druk gemeen te maken, te verkoopen en te doen verkoopen" (art.1).
De vertaler van buitenlands werk en zijn rechtverkrijgenden hadden hetzelfde recht (art.2).
In de wet was een verjaringstermijn opgenomen van 20 jaar na de dood van de auteur en de vertaler (art.3). Voordien was het "kopijrecht" echter eeuwigdurend geweest.
Onvrede met onduidelijkheden in de wet leidde er reeds in 1828 toe dat een aantal Nederlandse boekhandelaren een wetsontwerp met een memorie van toelichting voor een nieuwe wet aan de regering aanbood. In 1830 had de regering een nieuw ontwerp gereed, maar ze kwam er niet aan toe dit in te dienen door de politieke onrust (de afscheiding van België in datzelfde jaar).
In 1860 werd er opnieuw een wetsontwerp opgesteld voor een nieuwe auteurswet, door de Vereniging ter bevordering van de belangen des boekhandels. Het ontwerp zou als bijlage worden gevoegd bij de memorie van toelichting bij het wetsontwerp dat uiteindelijk in 1877 werd ingediend en dat tot de Auteurswet 1881 leidde.